# Insuffisance professionnelle en droit du travail français
En France, l'insuffisance professionnelle est une cause réelle et sérieuse susceptible d'entraîner le licenciement pour motif personnel d'un employé, même s'il n'a commis aucune faute ou manquement, lorsqu'il se révèle incapable d'exécuter son travail de façon satisfaisante. Elle peut être établie, quels que soient les résultats du salarié, et même sans évaluation des résultats, mais ne doit pas être passagère, avoir été constatée dans une période suffisante ayant permis au salarié de s’adapter, et ainsi "s'inscrire dans une certaine durée", ou par ailleurs être constatée par le médecin du travail, le motif de santé pouvant se combiner à d'autres pour affirmer l'insuffisance.

## Distinction
C'est un cas de licenciement prévu par le droit du travail en France, distinct d'un autre, le licenciement pour faute, réservé lui à un comportement volontaire du salarié. L'insuffisance professionnelle ne peut pas constituer en elle-même une faute,, au sens où elle résulte, elle, d’un comportement involontaire du salarié.

## Validité d'un licenciement pour insuffisance professionnelle

### L’insuffisance professionnelle ne requiert pas insuffisance de résultat
La jurisprudence considère qu'une insuffisance professionnelle peut être établie sans qu'ait été constatée de mauvais résultats, un manque de résultats étant un facteur aggravant.
Si l'employeur la lie à  l’insuffisance de résultat, il doit montrer que cette dernière relève d’une faute, d’une inaptitude professionnelle ou d’une carence du salarié.

### L’insuffisance professionnelle et le changement de poste
La loi demande à l'employeur de proposer à chacun des salariés concernés un poste de travail plus adapté, mais il peut aussi faire valoir l'insuffisance professionnelle sans avoir proposé d'autre poste, en particulier si le salarié ne s'est pas de son côté adapté ou n'a pas effectué de formation : l'insuffisance doit ainsi être constatée au cours d'une période suffisante pour que l’employé ait pu s’adapter à son poste.

### Les faits allégués par l'employeur doivent être objectifs, et donc vérifiables
Pour que le licenciement soit fondé sur une cause réelle et sérieuse, l'employeur doit invoquer des faits précis pour faire état d'une insuffisance professionnelle. Ces faits doivent pouvoir être constatés objectivement. Ils doivent pouvoir être matériellement vérifiables.
Si, par exemple, un employeur prétend qu'une mission de conseil a coûté de l'argent à l'entreprise, il doit préciser le montant exact de cette perte, et fournir des éléments permettant de vérifier avec certitude que l'entreprise dans son ensemble a perdu de l'argent, et qu'il n'y a pas eu de profits cachés dans une autre entité que celle de la personne qui demande le licenciement.

### Les faits allégués peuvent être qualitatifs ou quantitatifs
- L’employeur peut fonder son appréciation sur des éléments qualitatifs : manque de compétence technique, d'autorité ou de motivation.
- L'employeur peut aussi fonder son appréciation sur des éléments quantitatifs : efficacité insuffisante, baisse du chiffre d'affaires. L'insuffisance de résultats est alors la conséquence de l'insuffisance professionnelle. Dans ce cas, il faut que les objectifs fixés aient été « réalistes »[8],[9].

Par exemple, pour une mission de conseil qui n'a pas donné satisfaction, on comparera avec une autre mission sur un sujet comparable pour vérifier que les livrables n'étaient pas suffisants en quantité ou en qualité. Dans le cas d’un commercial, la conjoncture devra être prise en compte pour vérifier que les objectifs étaient réalistes.